# Цоп и Цап
„Плиш и Плюм“, „Плиш и Плум“ и „Цоп и Цап“ са трите алтернативни български превода на заглавието на детската картинна история „Plisch und Plum“, написана в стихотворна форма и илюстрирана от немския поет и художник Вилхелм Буш през 1882 година.
Книгата разказва различни весели случки с две пакостливи кученца, спасени от удавяне от братчетата Петер и Паул.

## Български преводи и адаптации

### „Плиш и Плюм“ (1927, 1948, 1965)
Първият превод на български е на Елин Пелин под заглавие „Плиш и Плюм“. Неговата версия е приблизителен превод на оригинала и с български имена – децата Паул (на немски: Paul) и Петер (на немски: Peter) са Диш и Крум, злият съсед Каспар Шлих (на немски: Kaspar Schlich) е Благолаж, съседката мадам Кюмел (на немски: Madam Kümmel) е кокона Зора. Самите случки са само 5 вместо оригиналните 8. Първото издание е от 1927 г. на издателство „Хемус“. Следващи издания на тази версия са от 1948 и 1965 г. (на издателство „Български художник“).

### „Плиш и Плум“ (1968)
Вторият превод от 1968 година на Димитър Стоевски променя леко това заглавие: „Плиш и Плум“. В този вариант името на едното момченце от оригиналното Паул е адаптирано на Ханс. И в двата случая за имената на кученцата е търсена звукова близост с немските им имена.

### „Цоп и Цап“ (1988)
Третият превод на книгата, под заглавие „Цоп и Цап“, е от 1988 година на Марко Ганчев. В послеслов към книгата той обяснява по следния начин причините да внесе промяна:
| „ | Обикновено чуждите имена не се превеждат, а си остават каквито са на оня език. Така постъпи преводачът с Макс и Мориц. Но тъй като в тая история децата кръщават палетата така, поради цопването им в блатото, преводачът се осмели, окуражен от редактора, да даде нова гражданственост на имената им. Благодарейки на редактора Любен Дилов […], преводачът оставя на съда на малките читатели, а не на големите, да отсъди дали е постъпил прекалено смело. | “ |

Преводът на Димитър Стоевски съдържа седем глави, докато оригиналът и преводът на Марко Ганчев съдържат осем, като разликата е Пета глава за скитника.